# Саглам, Гёркем
Гёркем Саглам (нем. Görkem Sağlam; род. 11 апреля 1998, Гельзенкирхен) — немецкий футболист, полузащитник клуба «Хатайспор».

## Клубная карьера
Саглам начал заниматься футболом в детских командах клубов «Ваттеншайд 09» и «Бохум». С сезона 2015/16 начал тренироваться с основной командой.
2 апреля 2016 года он попал в заявку на матч против «РБ Лейпцига», однако провёл всю встречу на скамейке запасных. 15 мая дебютировал в Второй Бундеслиге, в поединке «Бохума» против «Хайденхайма», выйдя на замену на 73-й минуте вместо Тима Пертеля.
В январе 2020 года перешёл в нидерландский клуб «Виллем II».

## Международная карьера
С 2012 года привлекается в молодёжные и юношеские сборные Германии. В 2015 году Гёркем принимал участие на юношеском чемпионате Европы в возрастной категории до 17 лет.

## Достижения
Сборная Германии до 17 лет
- Серебряный призёр чемпионата Европы среди юношеских команд: 2015